# Mahieddine Safsafi
Mahieddine Safsafi est un footballeur international algérien né le 14 mars 1957 à Alger. Il évoluait au poste d'arrière gauche.
Il compte quatre sélections en équipe nationale entre 1979 et 1980.

## Palmarès
- Vice-champion d'Algérie en 1982 avec le NA Hussein Dey.
- Vainqueur de la Coupe d'Algérie en 1979 avec le NA Hussein Dey.
- Finaliste de la Coupe d'Algérie en 1977 et 1982 avec le NA Hussein Dey.
- Finaliste de la Coupe d'Afrique des vainqueurs de coupe en 1978 avec le NA Hussein Dey.
- Vainqueur de la Coupe d'Algérie Junior en 1976 avec le NA Hussein Dey.